# Nintoku

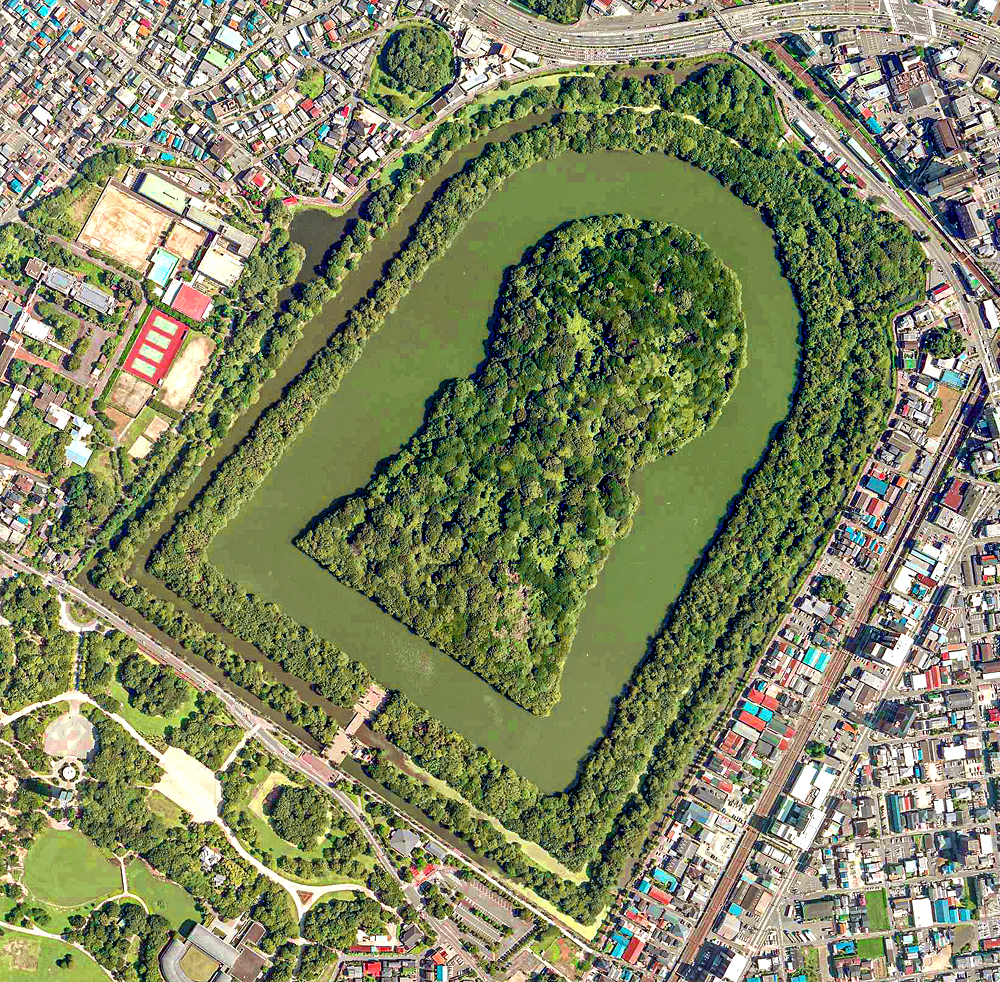
Daisenryō-Kofun: wahrscheinlich das Grabmal von Nintoku in Sakai, Osaka, Japan

Nintoku (jap. 仁徳天皇, Nintoku-tennō; * 257; † 7. Februar 399 (Nintoku 87/1/16)) war nach den alten Geschichtsbüchern Nihonshoki und Kojiki der 16. Tennō von Japan (14. Februar 313 (Nintoku 1/1/3)–7. Februar 399). Er war der 4. Sohn von Kaiser Ōjin und der Vater der Kaiser Richū, Hanzei und Ingyō. Es ist nicht gesichert, ob es sich bei Nintoku um eine historische Persönlichkeit handelt oder ob er in den Bereich der Legende zu zählen ist.
Der Namba-Schrein in Osaka ist ihm gewidmet.